# Gizela Zabová
Gizela Zabová, též Gizela Zabóová (* 11. dubna 1941 Poľany – 15. října 2016[zdroj⁠?!]) byla československá politička Komunistické strany Slovenska ze Slovenska maďarské národnosti a poslankyně Sněmovny národů Federálního shromáždění za normalizace.

## Biografie
K roku 1971 se profesně uvádí jako učitelka ZDŠ. K roku 1976 jako zástupkyně ředitelky ZDŠ. V roce 1988 se uvádí jako tajemnice MěNV v obci Moldava nad Bodvou.
Ve volbách roku 1971 zasedla do slovenské části Sněmovny národů (volební obvod č. 136 - Moldava nad Bodvou, Východoslovenský kraj). Mandát obhájila ve volbách roku 1976 (obvod Moldava nad Bodvou). Ve FS setrvala do konce funkčního období, tedy do voleb roku 1981. V roce 2008 jí město Moldava nad Bodvou udělilo Cenu mesta 2008.